# Tūmatauenga
Tūmatauenga (Tū du visage en colère) est l'atua de la guerre, des humains et des activités humaines telles que la chasse, la culture vivrière, la pêche et la cuisine dans la mythologie maorie. Il fait partie, avec Tāne et Rongo, du trio des plus importants êtres tutélaires départementaux du mythe maori.
Dans les récits de création, Tūmatauenga suggère de tuer ses parents pour permettre à la lumière d'entrer dans le monde. Après, qu'ils sont séparés par son frère Tāne, un autre de ses frères, Tāwhirimātea, n'étant pas content de cela, déclare la guerre à tous ses frères et Tūmatauenga est le seul à combattre tandis que les autres frères se cachent pour éviter le combat. En raison des actions de ses frères et du fait qu'il ait dû combattre Tāwhirimātea seul, il entre en guerre avec ses frères à son tour et les dévore tous sauf Tāwhirimātea, qui lui résiste.
Ce mythe devient l'origine des activités de l'humanité et pose le modèle de la façon dont les Humains interagissent avec les créations des frères de Tūmatauenga. De même, comme il est le dieu de la guerre, les Humains font aujourd'hui la guerre parce que Tūmatauenga en a donné l'exemple. Lorsque des rituels étaient accomplis sur les guerriers avant une bataille, ou lorsqu'un enfant était consacré à un futur rôle de combattant, Tūmatauenga était invoqué comme la source de leur devoir. Le corps du premier guerrier tombé au combat lui était souvent offert.

## Noms et épithètes
Après ses victoires sur ses frères, Tū a pris de nombreux noms ; un nom pour chacune des caractéristiques qu'il a affichées dans ses victoires sur ses frères,, parmi lesquelles :
- Tū-kā-riri (Tū le colérique)
- Tū-ka-nguha (Tū le féroce combattant)
- Tū-kai-tangata (Tū qui détruit l'humanité)
- Tū-kai-taua (Tū le destructeur des armées)
- Tū-mata-whāiti (Tū le rusé)
- Tū-mata-uenga (Tū du visage en colère)
- Tū-tawake (Tū qui se hâte)
- Tū-te-ngaehe (Tū qui déchire)
- Tū-whakaheke-tangata (Tū le rétrograde des personnages)
- Tū-whakamoana-ariki (Tū qui enrichit la mer)

## Tūmatauenga dans le Mythe créateurte Awara
Dans le mythe de la création maori te Arawa, Tūmatauenga est le fils de Ranginui et Papatūānuku (dits Rangi et Papa), respectivement le ciel père et la terre mère, qui ont l'habitude de s'allonger dans une étreinte étroite tandis que leurs nombreux enfants vivent dans les ténèbres entre eux.
| Image externe | |
|               | Lien vers l'œuvre Te wehenga o Rangi rāua ko Papa, par Cliff Whiting, un artiste d'origines Te Whānau-ā-Apanui. Les personnages sont, de gauche à droite : Tangaroa, dieu de la mer, Haumia, dieu des aliments non cultivés, Rongo, dieu des aliments cultivés, Tūmatauenga, dieu de la guerre et des humains, Tāne, dieu de la forêt, et Tāwhirimātea, dieu du vent. Tāne est en train de séparer Rangi et Papa. Pour des questions de droit d'auteur, sa reproduction n'est pas autorisée sur Wikipédia. |

Les enfants de Rangi et Papa se sentent frustrés d'être confinés dans l'espace exigu entre leurs parents. Tūmatauenga propose qu'ils tuent leurs parents. Mais Tāne (ou Tāne-mahuta, dieu des forêts et des oiseaux) n'est pas d'accord, suggérant qu'il serait préférable de les séparer, d'envoyer Rangi dans le ciel et de laisser Papa en bas pour prendre soin d'eux. Tous ses frères acceptent, sauf Tāwhirimātea. Rongo, puis Tangaroa, Haumia et Tūmatauenga tentent en vain de séparer les parents. Après de nombreuses tentatives, Tāne s'allonge sur le dos et pousse avec ses jambes puissantes, et finit par séparer ses parents, et Rangi s'élève haut dans les cieux,,.
Cependant, Tāwhirimātea est en colère parce que ses parents sont séparés. Il rejoint son père dans le ciel et punit la terre et la mer avec de violentes tempêtes,. Bien que Tāne aide les enfants de Tūmatauenga à fuir une attaque de Tangaroa (en vain), tous les frères de ce dernier fuient, laissant Tūmatauenga seul face à la colère de Tāwhirimātea. Malgré un grand déploiement de force, celui-ci ne parvient pas à infliger de blessure à Tūmatauenga. Dieu des humains, ce dernier reste debout et inébranlable sur la poitrine de sa mère la Terre : la guerre est terminée et tout le monde s'apaise un temps.

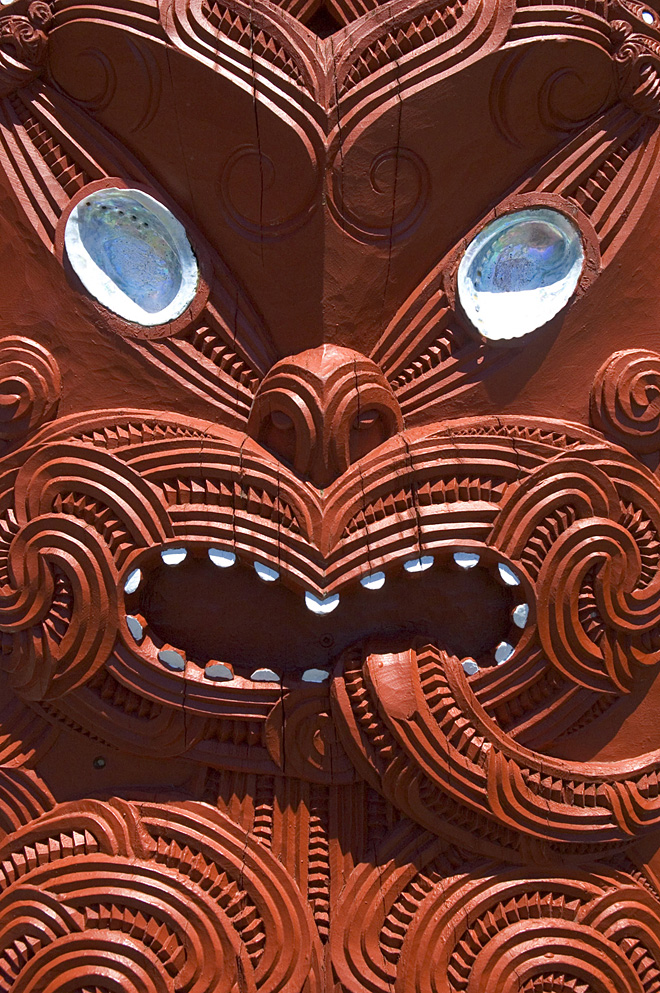
Un visage humain représenté sur une sculpture de maison de Whakarewarewa, 2005. Tūmatauenga, dieu de la guerre, est l'ancêtre de l'humanité.

Mais Tūmatauenga s'en prend à tous ses frères, pour l'avoir abandonné face à la furie de Tāwhirimātea. Il attaque d'abord Tāne, qui a une nombreuse progéniture et peut à terme lui faire du mal. Tūmatauenga crée alors de nombreux nœuds coulants à base de feuilles de whanake et dépose les pièges, qui empêchent les enfants de Tāne de se déplacer ou de voler. C'est ainsi que la légende maorie explique que les arbres soient fixés au sol. De même, il piège les enfants de Tangaroa avec des filets de pêche, fait des trous pour creuser le sol, capturant ses frères Rongo et Haumia, les dieux des aliments cultivés et non cultivés, les entassant dans des paniers pour les manger. Dans sa vengeance, Tūmatauenga dévore ainsi tous ses frères, sauf Tāwhirimātea qui lui resiste, et le force à se retirer. C'est ainsi que face à l'humanité, représentée par Tūmatauenga, les tempêtes et les ouragans, engences de Tāwhirimātea, demeurent en guerre permanente jusqu'à ce jour.
Pour avoir vaincu ses frères, Tūmatauenga acquiert plusieurs noms, à savoir Tu-ka-riri, Tu-ka-nguha, Tu-ka-taua, Tu-whaka-heke-tan-gata, Tu-mata-wha-iti et Tu-matauenga, comme autant d'attributs qu'il a démontrés dans ses victoires sur ses frères. 
Bien que Ranginui et Papatūānuku n'aient pas de forme humaine, Tūmatauenga et ses frères en ont une. L'humanité — les descendants de Tūmatauenga — s'est accrue sur la terre, jusqu'à la génération de Māui et de ses frères demi-dieux, qui ont apporté la mort, rendant les humains mortels,.

## Modèle pour l'Humanité
Les actions de Tūmatauenga contre ses frères fournissent un modèle pour les activités humaines. Parce que Tūmatauenga a vaincu ses frères, les hommes peuvent désormais, s'ils accomplissent les rituels appropriés, tuer et manger des oiseaux (les enfants de Tāne), pêcher (les enfants de Tangaroa), cultiver et récolter des plantes pour se nourrir (les enfants de Rongo et Haumia) et, d'une manière générale, exploiter les ressources du monde naturel.

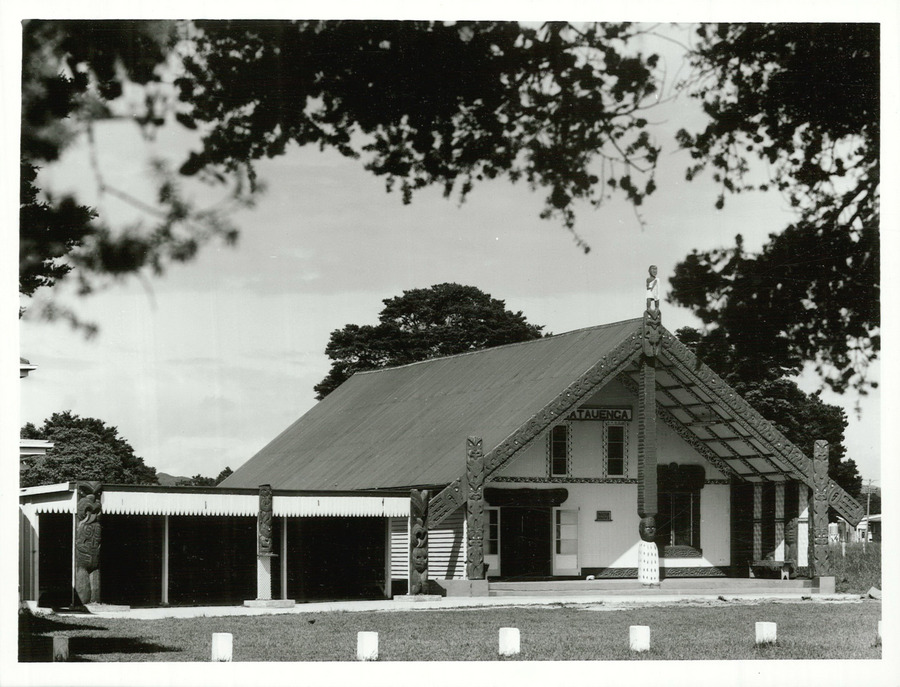
Tumatauenga Meeting House, à Porowini Marae, Otiria.
La maison sculptée, Tūmatauenga a été offerte à Ōtiria marae par Pita Kingi et dédiée à la mémoire des soldats qui ont combattu pendant les deux guerres mondiales.

Tūmatauenga est également à l'origine de la guerre, et les gens font aujourd'hui la guerre parce que Tūmatauenga en a donné l'exemple. En tant que dieu de la guerre, tout Taua (en) (« camp dans une guerre ») lui est dédié et il est traité avec le plus grand respect et la plus grande crainte. Lorsque des rituels étaient accomplis sur les guerriers avant une bataille, ou lorsqu'un enfant était consacré à un futur rôle de combattant, Tūmatauenga était invoqué comme la source de leur devoir. Le corps du premier guerrier tombé au combat était souvent offert à Tūmatauenga. Tūmatauenga inspire le nom maori de l'armée néo-zélandaise : Ngāti Tūmatauenga où tous les soldats sont considérés comme appartenant à la même iwi (« tribu ») sous le patronage de la divinité, quelle que soit leur origine raciale,. Le marae (lieu sacré) est souvent considéré comme l'umu pokapoka a Tūmatauenga — les fours ardents de Tūmatauenga —, le royaume de Tūmatauenga, alors que toutes les zones où se déroulent les batailles deviennent Te Marae Ātea a Tūmatauenga — le domaine de bataille de Tūmatauenga.
Si Tūmatauenga est à l'origine de la guerre, de puissantes divinités locales telles que Kahukura, Maru (en) ou Uenuku étaient également invoquées en temps de guerre.

## Dans la culture populaire
Une chanson d'Alien Weaponry, Kai Tangata (« manger les gens ») de l'album Tū,, fait constamment référence à Tūmatauenga comme le dieu de la guerre ; le cannibalisme faisait partie de la guerre pour les Maoris. Kai tangata désignait également les mangeurs d'hommes - taua ou des groupes d'hommes chargés de combattre et de collecter de la nourriture. De plus, Kaitangata (en) était un mortel à qui on avait appris à pêcher.[réf. nécessaire]
Tūmatauenga est mentionné nommément dans Thor : Love and Thunder de 2022, lorsque Thor énumère les dieux qui résident dans la Cité Omnipotente.[réf. nécessaire]